# Elias Kakule Mbahingana
 (décembre 2020).
Si vous disposez d'ouvrages ou d'articles de référence ou si vous connaissez des sites web de qualité traitant du thème abordé ici, merci de compléter l'article en donnant les références utiles à sa vérifiabilité et en les liant à la section « Notes et références ».
Elias Kakule Mbahingana est un homme politique de la République démocratique du Congo. Il a été nommé ministre du Tourisme dans le gouvernement Gizenga.

## Biographie
Avant sa nomination, Elias Kakule fut gouverneur de province (celle du Kasaï-Oriental en particulier) durant la Deuxième République. Il fut désigné député national pour le compte de l’opposition pendant la transition avant d’être nommé administrateur à l’Institut congolais pour la conservation de la nature (ICCN).
Il est originaire de Beni dans la province du Nord-Kivu et membre du parti Démocratie chrétienne fédéraliste - Convention des fédéralistes pour la démocratie chrétienne (DCF/COFEDEC).
Il est décédé le 22 décembre 2011 aux Cliniques Universitaires de l’Université Catholique du Graben (UCG) de Butembo. Selon des sources médicales, il serait mort de diabète dont il souffrait depuis quelques mois. Son corps a été transféré à Bulambo, son village natal.